# Chitose Get You!!
Chitose Get You!! (ちとせげっちゅ!!?) è un manga yonkoma scritto e disegnato da Etsuya Mashima. Il manga è stato adattato in una serie televisiva anime dallo studio Silver Link nel 2012.

## Personaggi
- Sayaka Nakaya: Chitose Sakuraba
- Kotono Mitsuishi: Asako Fuji
- Mako: Hinako Hiiragi
- Rikako Yamaguchi: Kouhai-sensei
- Shinichi Kotani: Shige-san
- Sora Tokui: Misaki
- Wataru Hatano: Hiroshi Kashiwabara

## Media

### Manga
Il manga yonkoma di Chitose Get You!! è stato scritto e disegnato da Etsuya Mashima ha iniziato la serializzazione nel 2002 sulla rivista Manga Life Original della Takeshobo, per poi passare sulla testata Manga Life MOMO. Al 2010 sono stati pubblicati sette volumi della serie.

### Anime
Un adattamento anime di Chitose Get You!! è stato prodotto dallo studio Silver Link e diretto da Takao Sano. Le trasmissioni sono iniziate il 1º luglio 2012 e concluse il 24 dicembre.

#### Episodi
| Nº | Giapponese 「Kanji」 - Rōmaji                 | In onda           | In onda |
| Nº | Giapponese 「Kanji」 - Rōmaji                 | Giapponese        |         |
| 1  | 「ちとせちゃんの日々」 - Chitose-chan no Hibi | 1º luglio 2012    |         |
| 2  | 「お見合い」 - Omiai                          | 8 luglio 2012     |         |
| 3  | 「大人のみりょく?」 - Otona no Miryoku?       | 15 luglio 2012    |         |
| 4  | 「パパっ子」 - Papakko                        | 22 luglio 2012    |         |
| 5  | 「コスプレ雛子」 - Kosupure Hinako            | 29 luglio 2012    |         |
| 6  | 「スケッチ」 - Sukecchi                       | 5 agosto 2012     |         |
| 7  | 「避難くんれん」 - Hinan Kunren               | 12 agosto 2012    |         |
| 8  | 「みんなで!」 - Minna de!                     | 19 agosto 2012    |         |
| 9  | 「いつもの日々」 - Itsumo no Hibi             | 26 agosto 2012    |         |
| 10 | 「七夕」 - Tanabata                           | 2 settembre 2012  |         |
| 11 | 「Sensei no Jakuten?」 - Ņɧԟの弱点?           | 9 settembre 2012  |         |
| 12 | 「プール開き」 - Pūru Hiraki                  | 16 settembre 2012 |         |
| 13 | 「夏まつり」 - Natsu Matsuri                  | 23 settembre 2012 |         |
| 14 | 「読書の秋？」 - Dokusho no Aki?              | 30 settembre 2012 |         |
| 15 | 「うんどうかい」 - Undōkai                    | 7 ottobre 2012    |         |
| 16 | 「美香登場」 - Mika Tōjō                      | 14 ottobre 2012   |         |
| 17 | 「お食事です」 - Oshokuji desu                | 21 ottobre 2012   |         |
| 18 | 「ダイエット?」 - Daietto?                    | 28 ottobre 2012   |         |
| 19 | 「女の子らしく」 - Onna no Ko Rashiku         | 4 novembre 2012   |         |
| 20 | 「クリスマス」 - Kurisumasu                   | 11 novembre 2012  |         |
| 21 | 「大そうじと思い出」 - Ōsōji to Omoide        | 18 novembre 2012  |         |
| 22 | 「大みそか」 - Ōmisoka                        | 25 novembre 2012  |         |
| 23 | 「はつもうで」 - Hatsumōde                    | 2 dicembre 2012   |         |
| 24 | 「柏原の1日」 - Kashiwabara no Ichinichi      | 9 dicembre 2012   |         |
| 25 | 「手作りしましょ」 - Tezukuri Shimasho        | 16 dicembre 2012  |         |
| 26 | 「早いモノ勝ちっ！」 - Hayaimono Kachi!       | 23 dicembre 2012  |         |